# Jonas Ludwig von Heß
Pour les articles homonymes, voir Hess.
Jonas Ludwig von Heß ou von Hess, né à Stralsund le 8 juillet 1756 et mort à Hambourg le 20 février 1823, est un écrivain allemand.

## Biographie

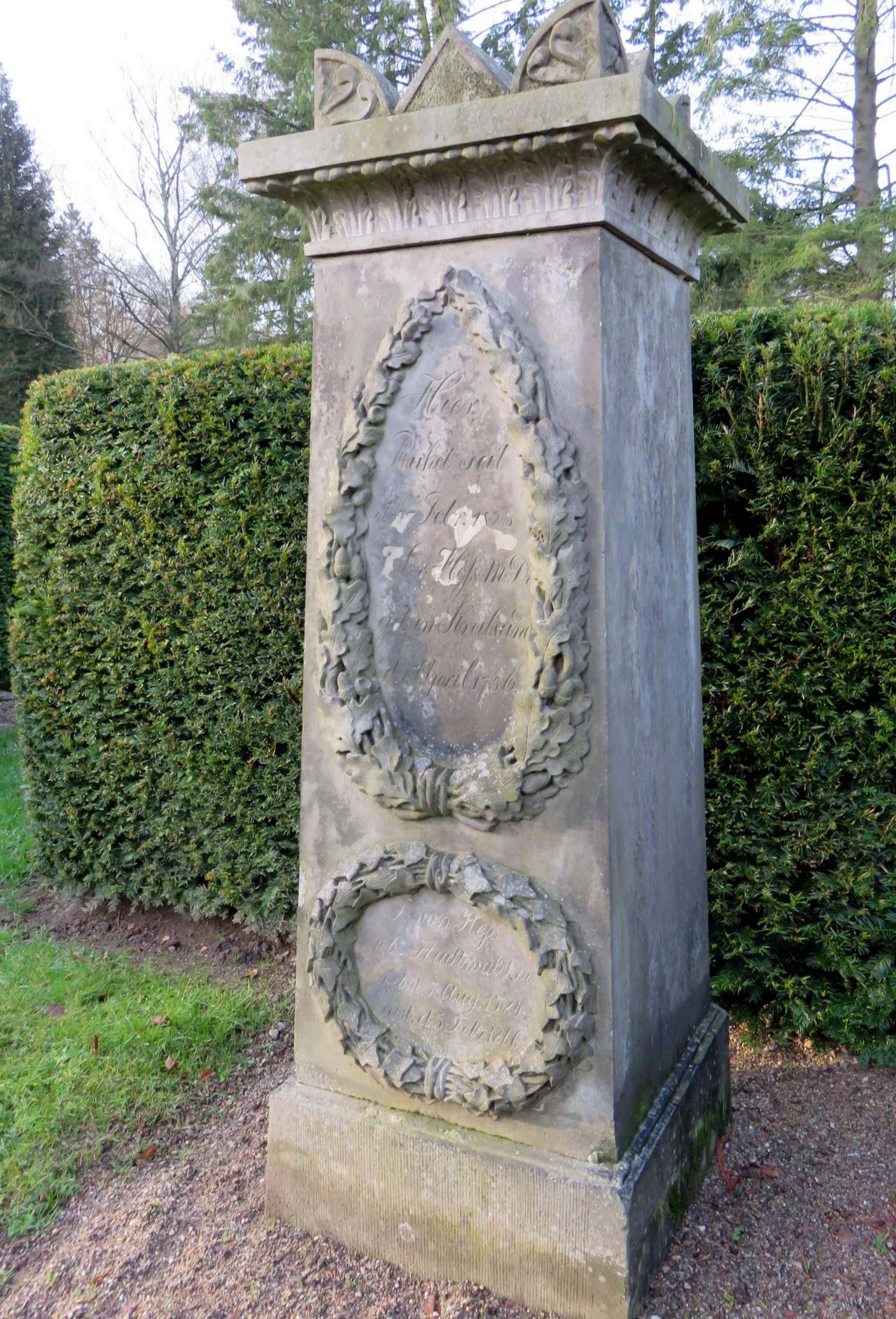
Monument dans le cimetière d'Ohlsdorf

Fils de Ludwig von Heß (de) et de Beata Louise von Taube, il s'installe à Hambourg en 1780 où il se fait connaître par un livret d'opéra, Circe und Ulysses (1786) et par la fondation d'une revue, Journal aller Journale qui sera publiée de 1786 à 1788 et qui reprend des articles de revues allemandes et étrangères.
Au même moment il édite une topographie de la ville de Hambourg en trois volumes qui décrit non seulement les conditions naturelles, mais aussi les conditions structurelles et sociales de la ville.
Peu de temps avant le début de la Révolution française, il effectue un long périple à travers l'Allemagne du Sud. Comme de nombreux représentants des Lumières, Hess s'enthousiasme pour la Révolution française de 1789 au nom d'idéaux qu'il voit depuis longtemps se réaliser à Hambourg mais dans son ouvrage Versuche zu sehen, il critique le règne de la Terreur ainsi que les réactions fanatiques,.
En 1800, il se rend à Königsberg où il rédige en quelques semaines une thèse de doctorat en médecine à l'université et entre en contact avec Emmanuel Kant. En 1801, il retourne à Hambourg, acquiert la citoyenneté et épouse en 1805 la fille du sénateur Johann Michael Hudtwalcker. Il devient gardien des pauvres dans l' institution générale fondée en 1788 et 1805-1806 chef des pauvres de la députation scolaire du 9e district scolaire, qui était situé dans le sud de Neustadt dans la paroisse Saint-Michel. En 1806, il démissionne de ses postes pour protester contre les politiques d'austérité et à cause de l'échec de son plan fiscal en faveur des pauvres. Dans la nouvelle édition augmentée de sa topographie de Hambourg, publiée en 1810-1811, il se consacre principalement aux institutions sociales de la ville et critique les conditions dans l'hospice, la prison et l'hôpital.
Après la fin temporaire de l'occupation française en 1813, Hess est l'un des cofondateurs de la Garde civile et en est nommé commandant. En mai 1813, cependant, il doit capituler devant la supériorité des Français, qui avancent à nouveau, et fuir la ville. Il se rend à Londres via Göteborg où il réussit à lever des fonds d'aide pour la Légion hanséatique luttant contre la France. En Angleterre, il rédige également deux mémorandums dans lesquels il milite pour la préservation de l'indépendance politique de Hambourg ainsi que pour des réformes démocratiques internes. À partir de 1815, il vit à Paris et y demeurera quatre années pour représenter les demandes d'indemnisation des marchands de Hambourg contre le fisc français. À son retour, à la suggestion de la Handelskammer Hamburg (de), il donne des conférences publiques sur l'histoire et la géographie du commerce, la navigation et les lettres de change.
Hess vit ensuite sur ABC-Strasse (de) jusqu'à sa mort et est inhumé au Dammtorfriedhöfe (de). Sa pierre tombale se trouve désormais dans le musée en plein air des tombes du jardin de haies du cimetière d'Ohlsdorf. Son nom est également mentionné dans la zone du cimetière commémoratif local d'Alt-Hamburg sur la pierre tombale collective Freiheitskampfer 1813-1814-1815. En 1928, son nom est donné à une rue de Hambourg-Hamm.

## Œuvres
- Hamburg topographisch, politisch und historisch beschrieben, 3 vol, 1787-1792
- Hamburg topographisch, politisch und historisch beschrieben. Zweite Auflage, umgearbeitet und vermehrt, 3 vol, 1810-1811
- Durchflüge durch Deutschland, die Niederlande und Frankreich, 4 vol, 1793-1797
- Durchflüge durch Deutschland, die Niederlande und Frankreich, vol. 5
- Fortgesetzte Durchflüge durch Deutschland, die Niederlande und Frankreich, vol.2-3, 1798-1800
- Muss Hamburg den französischen Minister anerkennen ?, Hambourg, 1796
- Versuche zu sehen, Hambourg, 2 vol, 1797-1800,
- Beiträge zur Beantwortung einer Preisfrage der Hamburgischen Gesellschaft zur Beförderung der Künste und nützlichen Gewerbe über den Einfluss der Handels-Städte auf benachbarte Staaten, 1798
- Was darf, und was darf nicht in Hamburg geschehen ?, Hambourg, 1799
- Hamburgs bestes Glück nicht von Außen, von einem Hamburger, Hambourg, 1801
- An das große Armen-Collegium, Hambourg, 1806
- Exercier-Reglement für die hamburgischen Bürger-Garden zu Fuß, Hambourg, 1813
- Über den Werth und die Wichtigkeit der Freiheit der Hanse-Städte, Londres, J. B. G. Vogel, 1814
- Agonien der Republik im Frühjahr 1813, Hambourg, 1815
- An das Publikum. Hamburg, auf Kosten des Verfassers, 1816
- Aus Nord-Deutschland. Kein Manuscript, Hambourg, Perthes & Besser, 1821